# Anii 270
Secole: Secolul al II-lea - Secolul al III-lea - Secolul al IV-lea
Decenii: Anii 220 Anii 230 Anii 240 Anii 250 Anii 260 - Anii 270 - Anii 280 Anii 290 Anii 300 Anii 310 Anii 320
Ani: 270 | 271 | 272 | 273 | 274 | 275 | 276 | 277 | 278 | 279